# هجوم بينج المميت

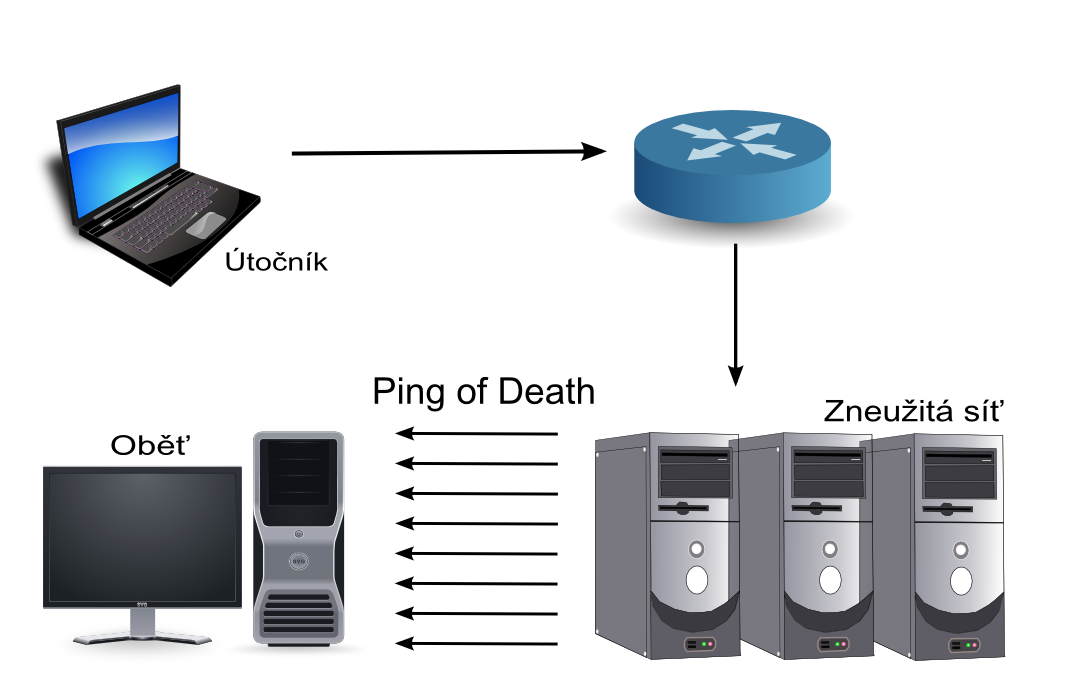

تستخدم بينج الموت أي برنامج بينج لتخلق حزمه IP تتعدى الحد الأقصي (65536 بايت) من البيانات المسموح بها لحزمة IP.و تلك الحزمة بإرسالها إلى أي نظام من الممكن لهذا النظام أن ينهار أو يتوقف عن العمل أو يعيد التشغيل من تلقاء نفسه. وتلك الهجمة ليست بجديده وكل منتجي أنظمة التشغيل قاموا بعلاجها.